# Lago Kunming
El Lago Kunming (en en chino, 昆明湖; pinyin, Kūnmíng Hú) es el lago de la zona central del Palacio de Verano en Pekín, China. Junto con la Colina de la Longevidad (万寿山), el lago Kunming es la esencia de la parte paisajística de los jardines del Palacio de Verano.

## Geografía
Con una área de 2,2 km², el lago ocupa aproximadamente tres cuartas partes de la zona del Palacio de Verano. Es poco profundo: 1.5 metros en promedio. Se utiliza para patinaje sobre hielo en los inviernos duros.

## Historia

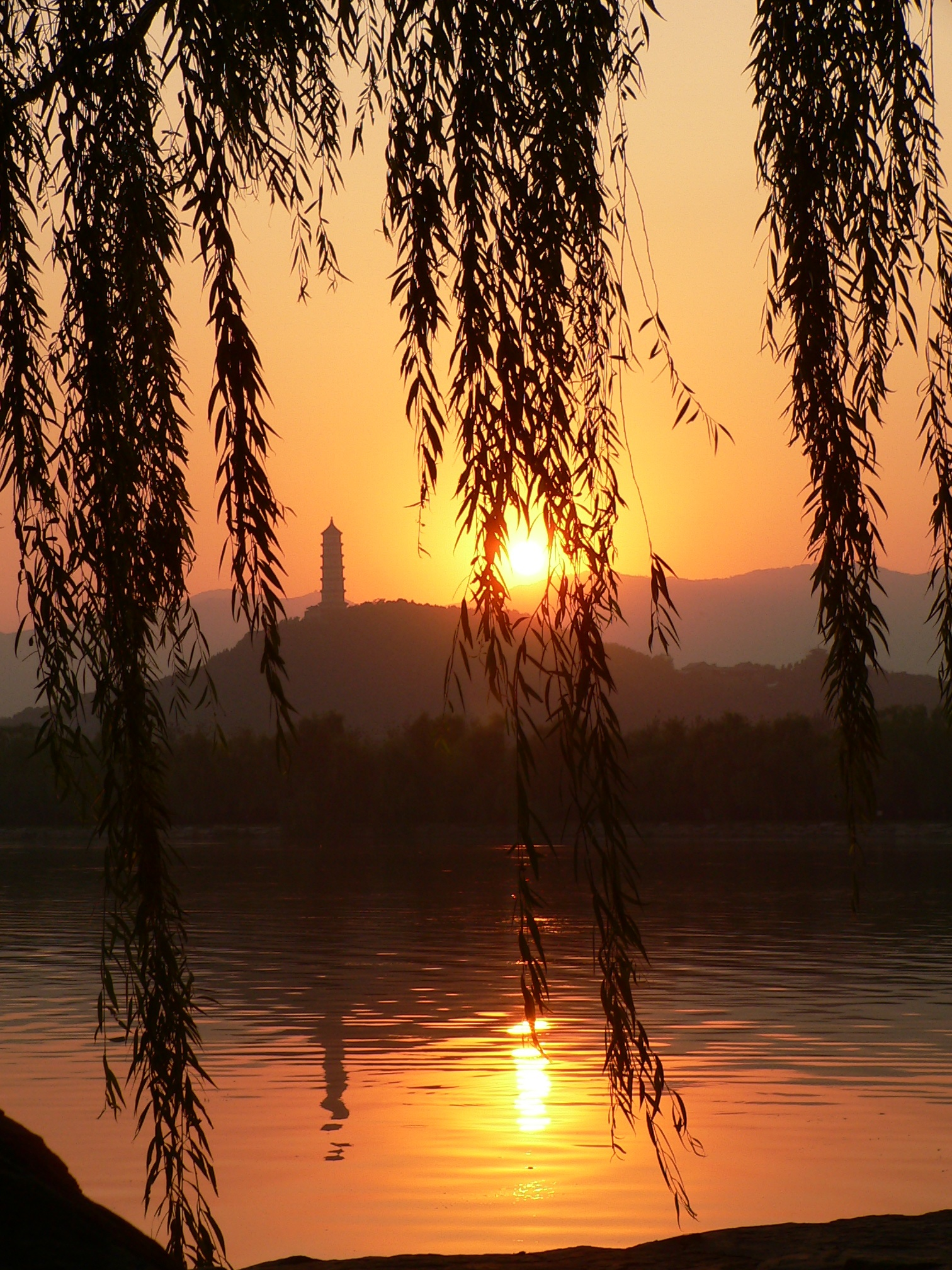
vista del lago Kunming hacia la colina Yu Quan, con la pagoda Yu Feng, al atardecer.

El lago Kunming es un lago artificial. Anteriormente hubo durante más de 3.500 años en este lugar dos cuerpos de agua llamados estanque Wenshan (Cerro de la jarra) y lago Xihu, que eran en aquel entonces los depósitos de abastecimiento de agua de la ciudad y para riego. En 1291, bajo la dinastía Yuan, Guo Shoujing, famoso astrónomo e ingeniero de la época, lo convirtió en un depósito de la ciudad. La conversión del lugar en un jardín imperial fue encargada por el emperador Qianlong, y las obras se llevaron a cabo entre 1750 y 1764. Cuando se crearon los jardines, la zona del lago se aumentó, utilizando para ello una fuerza de trabajo que llegó a ser de 10.000 hombres.
En los años 1990 y 1991, el gobierno municipal de Pekín realizó un dragado del lago, el primero desde hacía 240 años. Se extrajeron aproximadamente 652.000 m³ de lodo y también 205 bombas japonesas de cuando la Guerra chino-japonesa (1937-1945).

## Estructura de los jardines
Con sus tres grandes islas, el lago Kunming representa el elemento central del jardín chino tradicional y sus acogedoras colinas en el medio del mar. Las tres islas se llaman Nanhu (Sur del Lago), Tuancheng y Zaojian, inspiradas en las  islas legendarias Yingzhou (瀛洲), Penglai (蓬莱) y Fangzhang (方丈), donde vivieron los ocho inmortales. Muchos detalles del lago están inspirados en los paisajes naturales del sur del Yangtze. En particular, el dique occidental es una evocación del famoso dique Sudi (苏堤) en el Lago del Oeste de Hangzhou. El dique corta en diagonal la parte sur del lago. Como en el dique Sudi, este dique del oeste está conectado por seis puentes, cada uno con su estilo propio: Jiehu, Binfeng, Yudai, Jing Lian y Liu.
El puente principal del lago es el Puente de los Diecisiete Arcos, que conecta la orilla oriental del lago con la isla de Nanhu, que representa la mítica isla de Penglai. Cerca del puente, en la orilla oriental, hay una estatua de bronce de un toro. Según una leyenda china, Yu el Grande utilizó un toro de bronce para evitar una inundación. Como esta estatua se encuentra en dirección a la Ciudad Prohibida, parece claro que esa escultura fue instalada allí para protegerla de las inundaciones.

## Galería

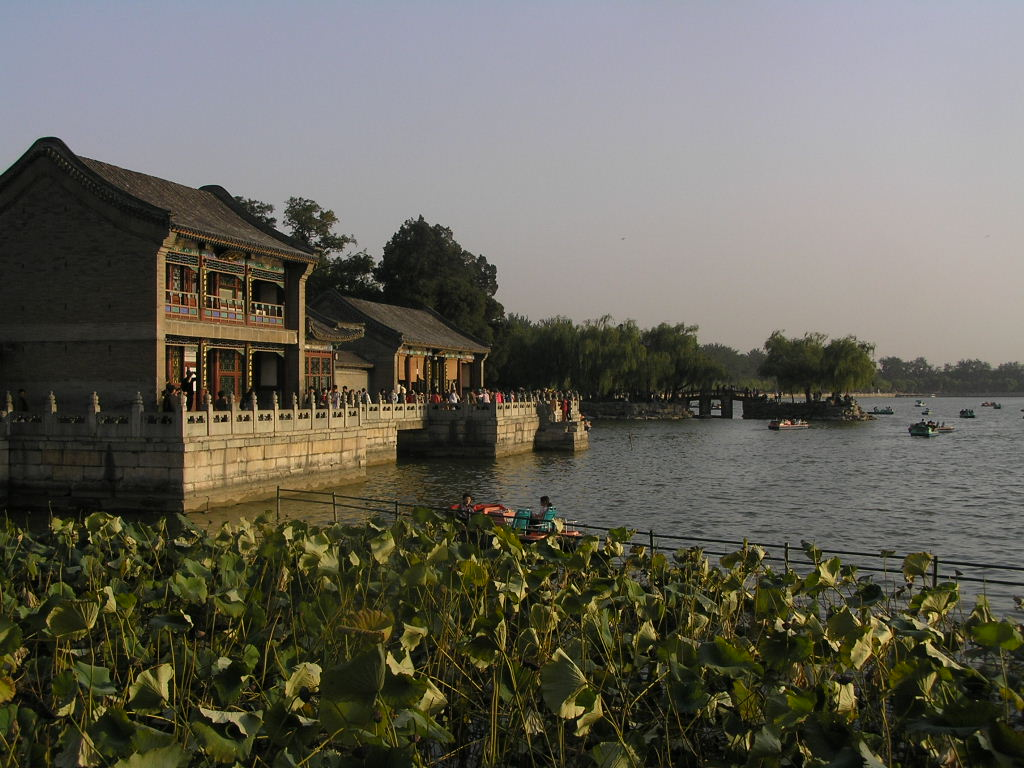
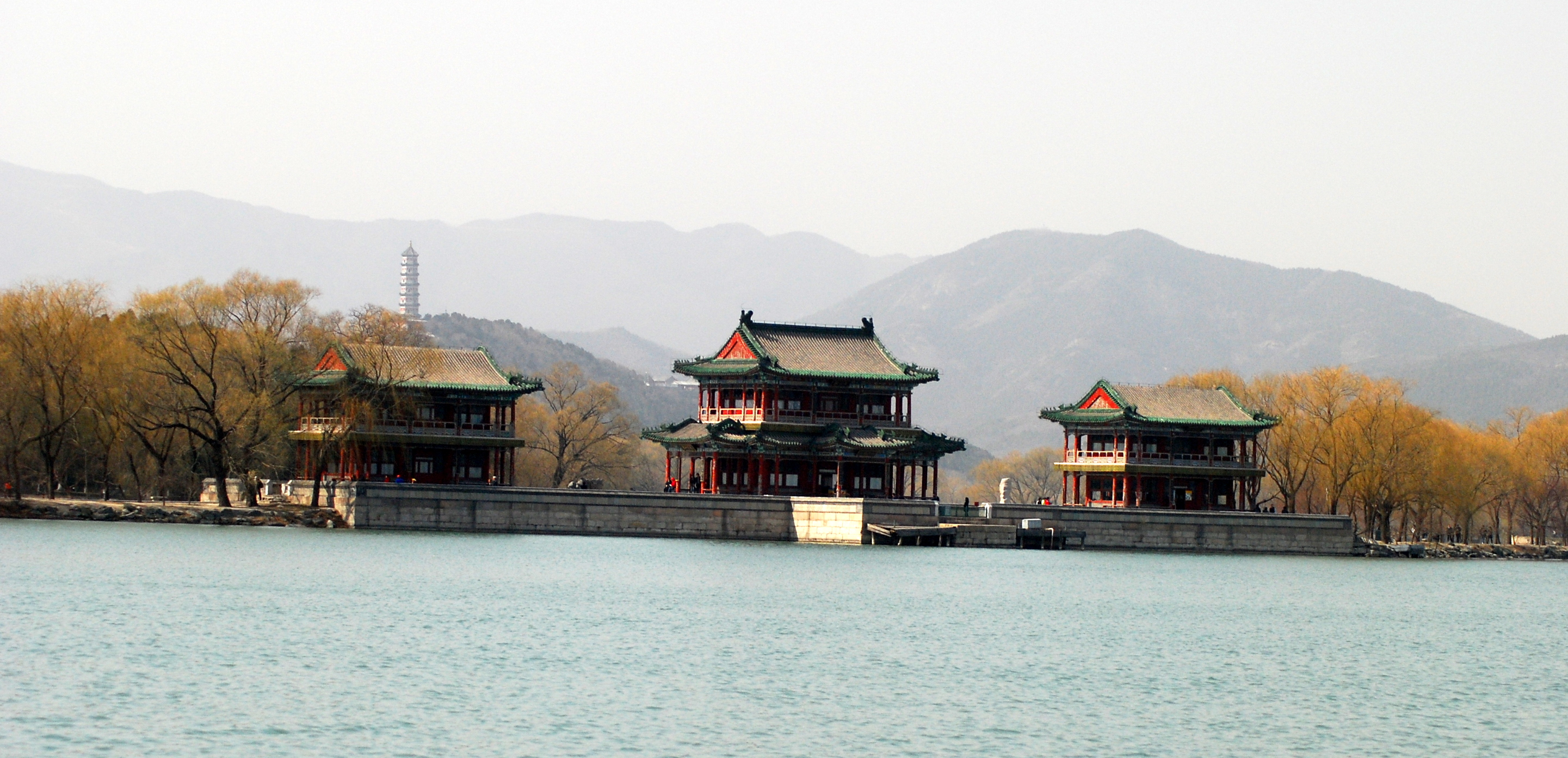
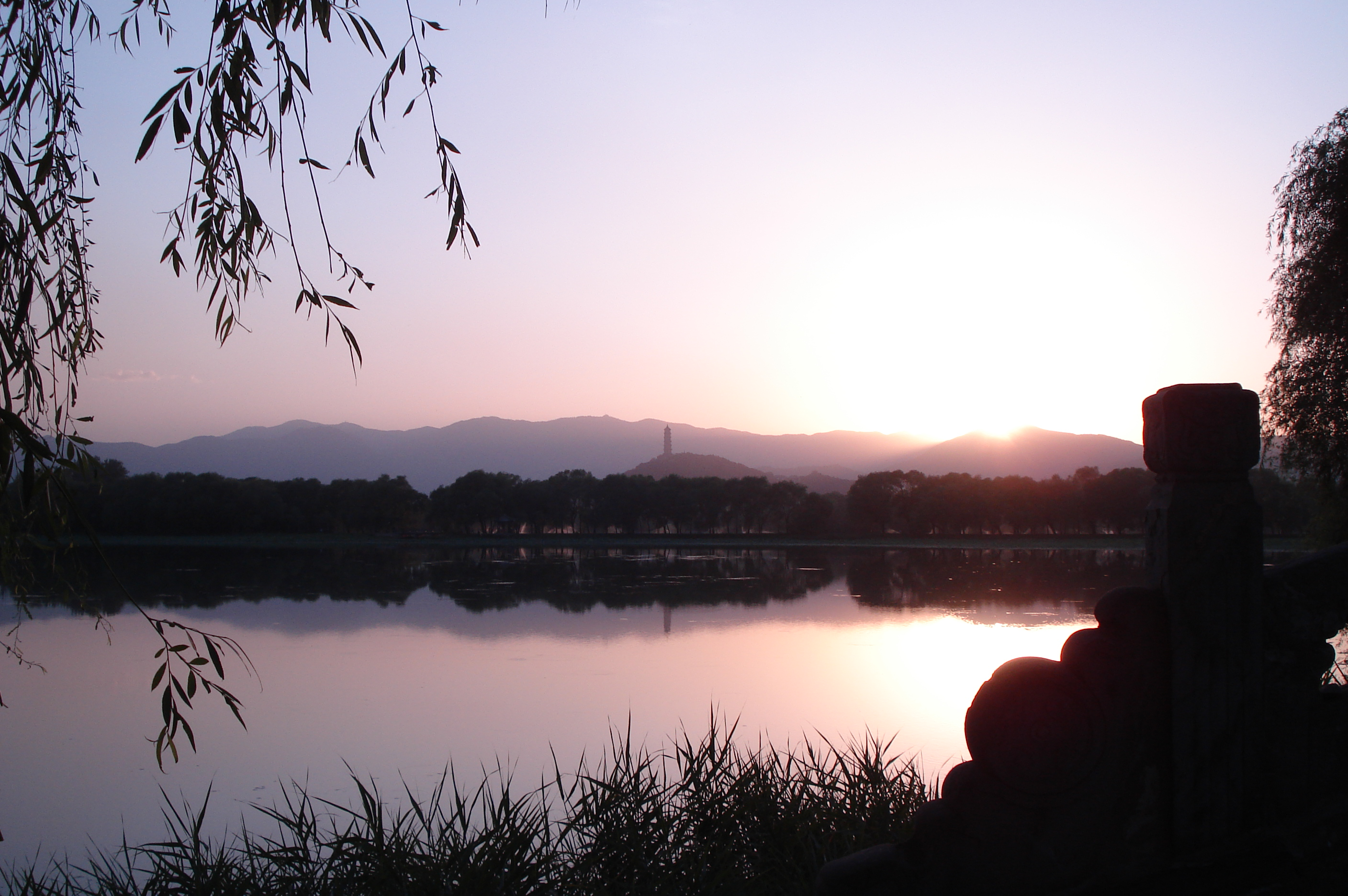
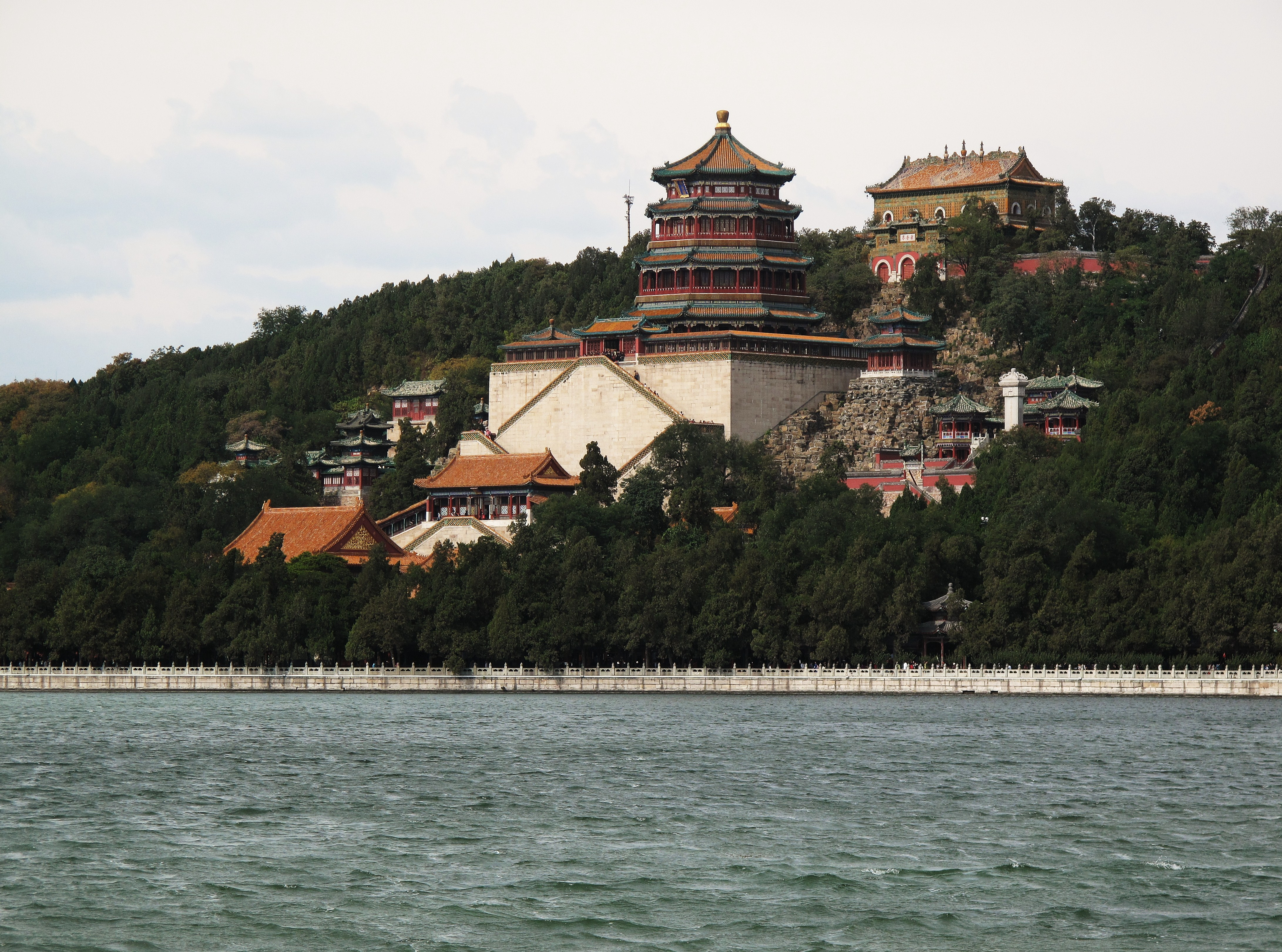
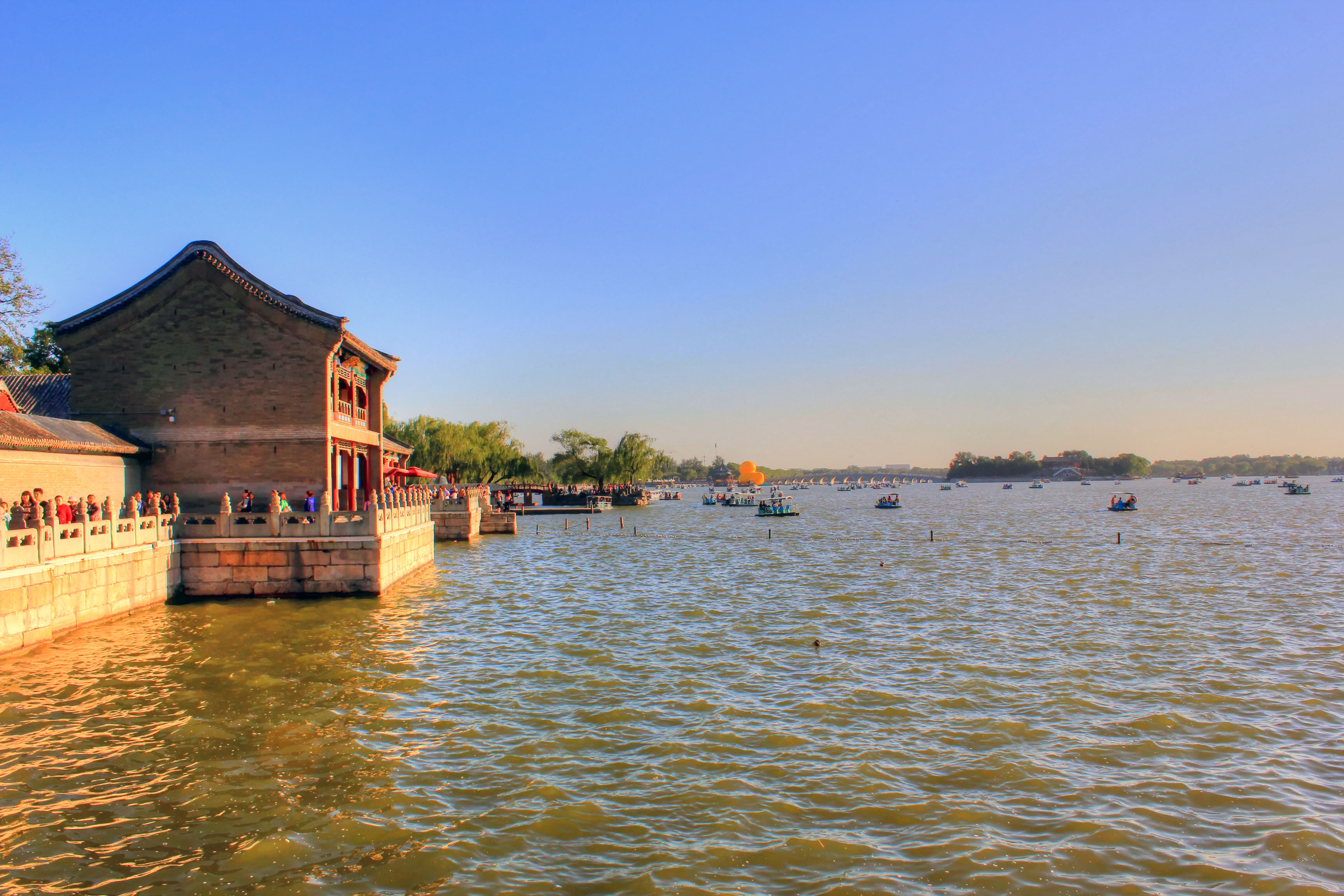
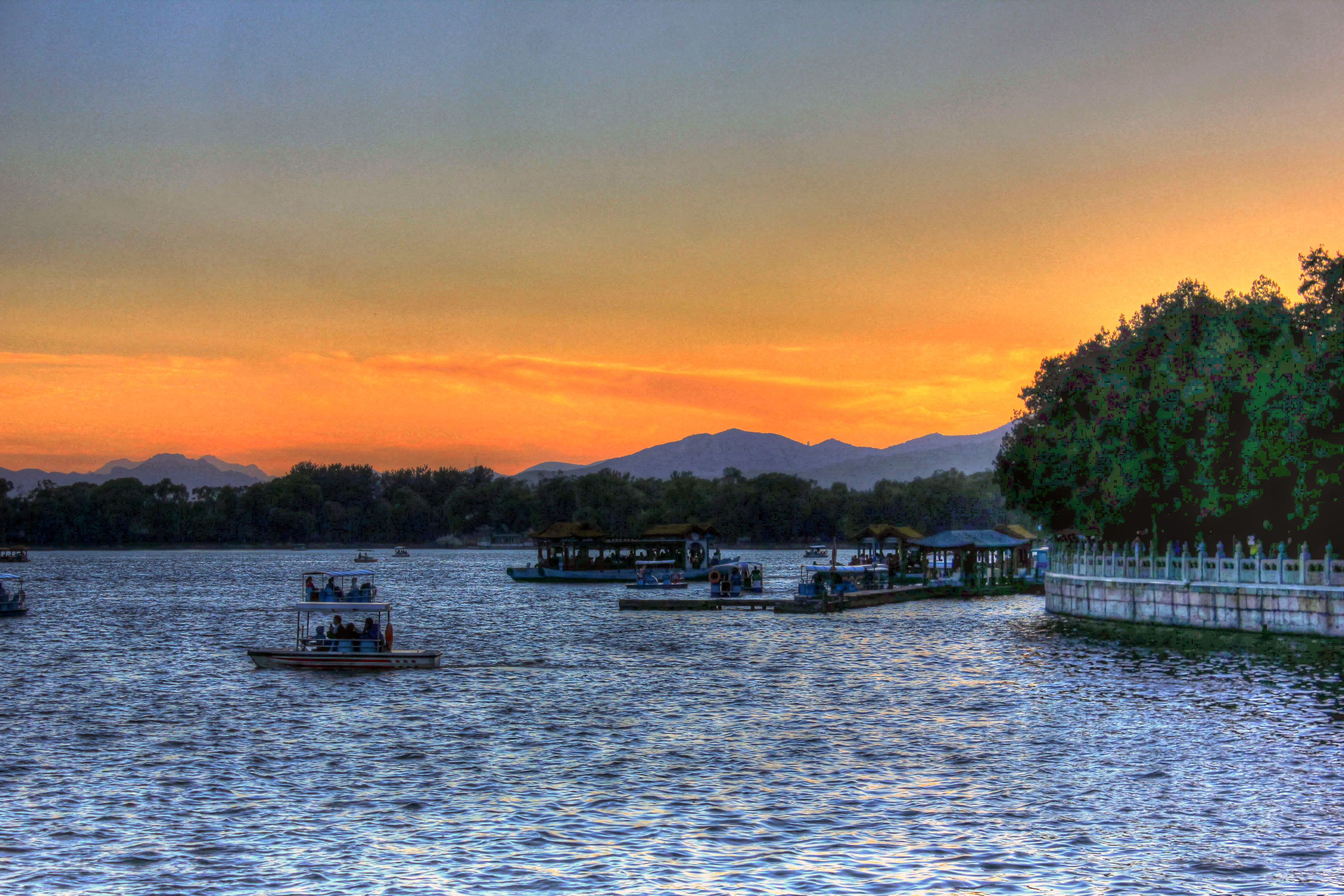

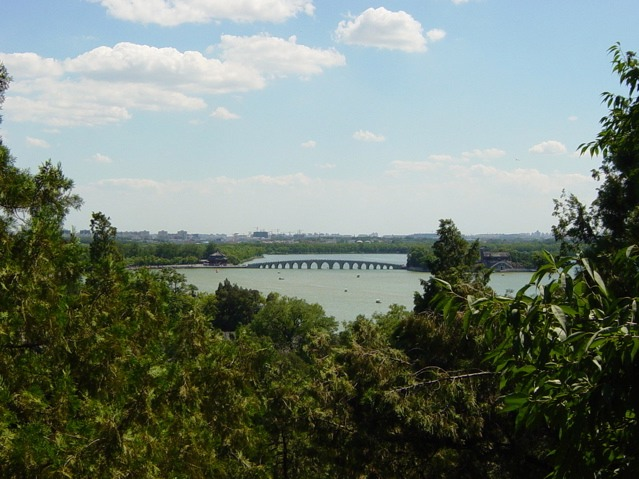
Vista del lago Kunming desde la Colina de la Longevidad, con el puente de los diecisiete arcos al fondo.

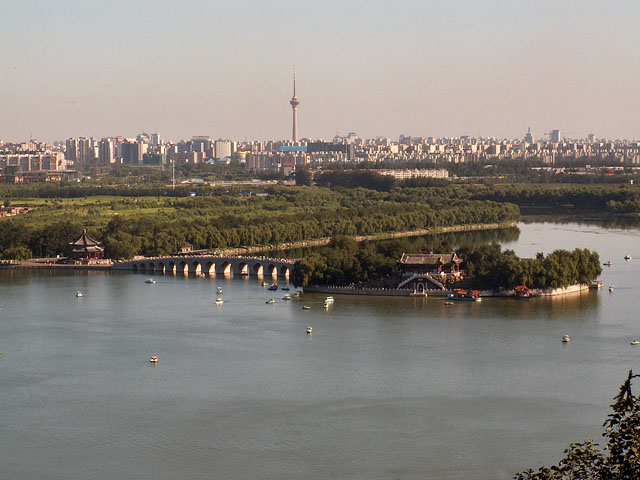
Vista del lago Kunming, con la isla Nanhu